# Jeremy Bentham
Jeremy Bentham (15. února 1748 Londýn – 6. června 1832 tamtéž) byl britský právní teoretik, osvícenský filozof a radikální společenský reformátor, zakladatel utilitarismu a kritik lidských práv.

## Život
Narodil se v bohaté a konzervativní rodině advokáta a jako zázračné dítě se už v dětství naučil latinsky a francouzsky. Ve dvanácti byl zapsán na Queen's College v Oxfordu, kde získal roku 1763 titul bakaláře a v roce 1766, jako osmnáctiletý, titul magistra. Působil jako advokát, ale protivila se mu spletitost britského Common law a rozhodl se věnovat jeho reformě. Pod vlivem Thomase Hobbese, Davida Huma a francouzského osvícence Helvétia uznával jako jediný základ práva i státu jejich užitečnost. V letech 1785-1788 procestoval Evropu od Francie až po Rusko a setkal se s řadou významných lidí, například s d'Alembertem, s Jean-Baptiste Sayem a dalšími. Příznivě přijal Francouzskou revoluci a 1792 byl jmenován čestným občanem Francie. K náboženství zastával celý život přinejmenším skeptické, spíše nepřátelské stanovisko.

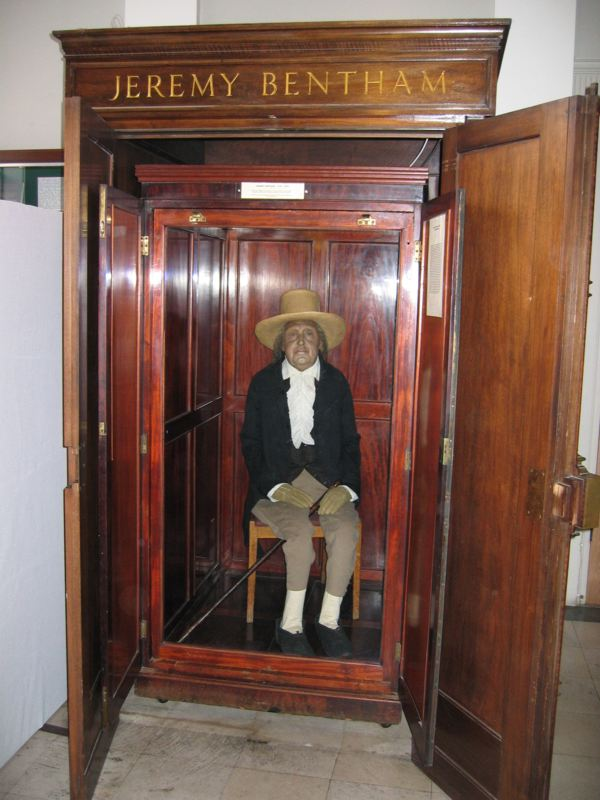
Benthamova mumie v University College London

Když po smrti otce 1792 zdědil jeho jmění a stal se tak nezávislým, usadil se ve Westminsteru jako zámožný gentleman a čtyřicet let se věnoval psaní o reformách práva a společnosti. Byl velmi pracovitý, denně napsal 10 až 20 stran textu; jen malá část z nich však vyšla za jeho života; řada spisů vyšla nejprve ve Francii, velká část teprve v současné době.[kdy?] Roku 1823 spoluzaložil Westminster Review, vlivný časopis „filosofických radikálů“. Mezi jeho žáky patřil John Stuart Mill, syn Benthamova přítele, spisovatele a filosofa Jamese Milla. Bentham zemřel jako starý mládenec a do vysokého věku prý slzel, kdykoli se mu připomněly jeho marné námluvy. V poslední vůli Bentham stanovil, že se jeho mrtvola má vypreparovat a vystavit v University College London, kterou pomáhal založit a kde je dodnes vystavena, ovšem s voskovou hlavou, protože její mumifikace se nepodařila.

## Reforma společnosti

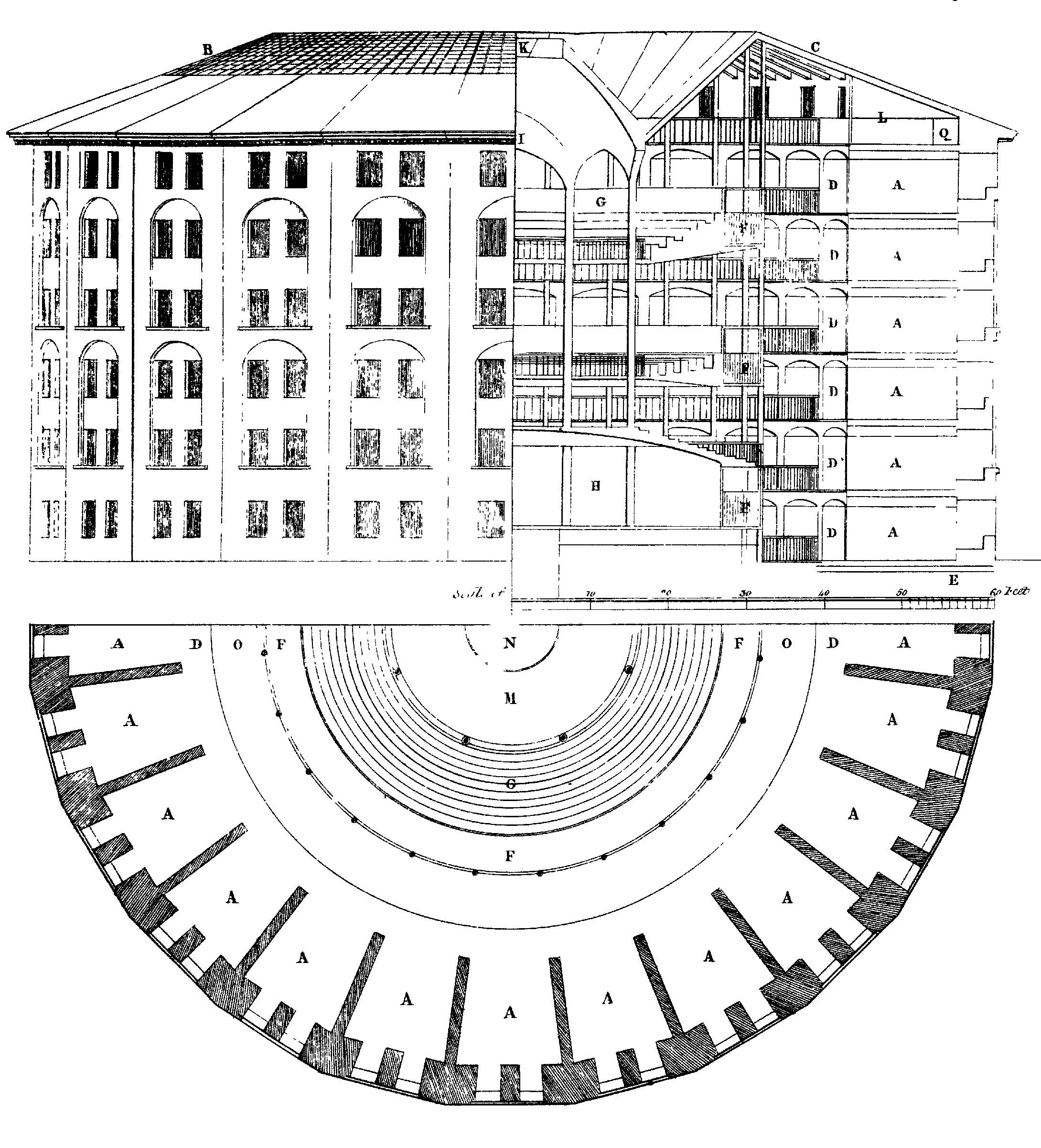
Benthamův návrh věznice (Panopticon, 1791)

Bentham byl zastánce asociační teorie myšlení, liberalismu a volného obchodu a první myslitel, který se vyslovil pro volební právo (vzdělaných) žen. Východiskem jeho reforem byla představa, že cílem společnosti je rozmnožovat lidské štěstí a odstraňovat nebo aspoň omezovat každé utrpení. Už roku 1768 narazil při četbě na Hutchesonův princip „největšího štěstí pro největší počet“ a rozvinul jej do systému, jímž se podle něho mají řídit lidské společnosti i jejich zákonodárství; tento systém nazval utilitarismus.
Proto také chtěl, aby se některé činy, které podle jeho názoru nikomu neškodí, netrestaly (včetně homosexuality), zastával osvobození otroků i kolonií, právo na rozvod a odluku církve od státu (sekularismus). Naopak vůči zločincům zastával tvrdé stanovisko, připouštěl i tělesné tresty a pro odsouzené navrhl do kruhu uspořádané vězení (Panoptikon), kde může dozorce sledovat úplně všechno; podobné uspořádání navrhoval i pro továrny.

## Utilitaristická etika
Benthamova racionalistická etika je založena na třech sloupech: prozíravosti (prudence), poctivosti (probity) a dobročinnosti (beneficience). Protože cílem každého jednání je zvětšovat štěstí a omezovat strasti, a protože míru štěstí lze podle něho dokonce změřit, lze na základě jeho „počtu obšťastnění“ (felicific calculus) kvalitu každého jednání přesně a objektivně určit. Rozhodující je trvání, intenzita, blízkost a jistota pocitu blaha, počet osob, které je zakusí, a vyhlídka na to, že z něho vzniknou další. Protože jde o minimalizaci utrpení, zaslouží si podle Benthama ochranu všichni, kdo mohou trpět, a tedy nejen lidé, ale i zvířata.

## Ekonomie

Defence of usury, 1788

Bentham se počítá mezi zakladatele ekonomického liberalismu a proti svému příteli Adamu Smithovi skutečně hájil „lichvu“, tj. volné úrokové sazby, na druhé straně však zastával myšlenku státem zaručené minimální mzdy pro každého, povinného zdravotního pojištění a státní podpory růstu hospodářství i populace. Moderní ekonomičtí liberálové (Ludwig von Mises, Friedrich von Hayek aj.) jej proto kritizovali a pokládali naopak za nebezpečného odpůrce principů liberálního hospodářství.

## Lidská práva
Jako právník a člověk přesvědčený o nezbytnosti práva byl Bentham sice příznivcem Francouzské revoluce, ale velmi ostrým kritikem představy přirozených lidských práv, proti nimž napsal plamenný pamflet. Právo bylo podle něho - podobně jako pro jeho současníka Hegela – možné jen v organizovaném státu, který není založen na žádné společenské smlouvě, nýbrž legitimuje se pouze svojí prospěšností a užitkem. Představa, že by člověk mohl mít nějaká práva „od narození“, že by se „rodil svobodný“, jak tvrdily listiny lidských práv, byla podle Benthama „anarchistickým klamem“ a „nebezpečným nesmyslem“. Pamflet ovšem vyšel poprvé až 1816 ve Francii za obnoveného království.

## Benthamův vliv
Prostřednictvím svých vlivných přátel a Westminster Revue měl Bentham nesmírný vliv na politické a právní myšlení a dodnes patrně zůstává nejvlivnějším teoretikem práva. Jeho myšlenky převzali a šířili lidé jako John Stuart Mill, Herbert Spencer, John Austin a mnoho dalších. Utilitarismus je i dnes významný směr zejména v anglosaském světě. Do češtiny nebyl přeložen.

## Citáty
- Největší štěstí největšího počtu je základ morálky i zákonodárství.
- Příroda určila lidstvu dva suverénní pány, utrpení a štěstí. Jen oni stanoví, co máme dělat a určují, co budeme dělat.
- Lidské bytosti jsou motivovány pouze touhou získat blaho a vyhnout se utrpení.
- Právníci jsou jediní, u koho se neznalost zákonů netrestá.
- (Na téma práv zvířat) Otázkou není, zda dokáží myslet, ani zda dokáží mluvit, ale zda jsou schopna trpět.[6]

## Dílo
Jeremy Bentham napsal několik desítek spisů, z nichž uvádíme alespoň následující:
- A Fragment on Government [Fragment o vládě], vydáno r. 1776
- Defence of Usury [Obrana lichvářství], vydáno r. 1787
- An Introduction to the Principles of Morals and Legislation [Úvod do principů mravnosti a zákonodárství], vydáno r. 1789 (hlavní dílo)
- Traité de législation civile et pénale [Pojednání o civilním a trestním zákonodárství], vydáno francouzsky r. 1802
- Theorie des peines et des recompenses [Teorie trestů a odměn], vydáno francouzsky r. 1811
- Deontology, or the science of morality [Deontologie neboli věda o mravnosti], vydáno posmrtně r. 1834

Čtyři spisy zařadila katolická církev na Index zakázaných knih: „Traité de législation civile et pénale" (vydáno r. 1802, na Indexu od r. 1819), „Three tracts relative to spanish and portuguese affairs" (vydáno r. 1821, na Indexu od r. 1826), „Traité des preuves judiciaires" (vydáno r. 1824, na Indexu od r. 1828) a „Deontology, or the science of morality" (vydáno r. 1834, na Indexu od r. 1835).